# Literaturjahr 1824
Liste der Literaturjahre

◄◄ | 1820 | Literaturjahr 1824

Weitere Ereignisse
Dieser Artikel behandelt das Literaturjahr 1824.

## Ereignisse
Das Manuskript der De Doctrina Christiana von John Milton wird in einem Londoner Staatsarchiv aufgefunden. Zwei Jahre später erscheint eine zweisprachige Ausgabe, lateinisch und englisch, unter dem Titel  A treatise on Christian doctrine compiled from the Holy Scriptures alone.

## Neuerscheinungen

### Periodika
- 24. Januar: The Westminster Revue, Organ der Philosophical Radicals, ein Flügel der Liberal Party, erscheint erstmals in London. Gründer der Zeitung ist der Sozialreformer Jeremy Bentham, maßgeblich an der politischen Ausrichtung der Vierteljahresschrift war der Philosoph und Ökonom James Mill, Vater von John Stuart Mill, der ebenfalls für das Magazin schrieb. Die Westminister Review stellte 1914 ihr Erscheinen ein.

- Die Annals of the New York Academy of Sciences erscheinen im New Yorker Wissenschaftsverlag Wiley-Blackwell. Die Annalen werden noch heute von der New York Academy of Sciences herausgegeben und sind damit eins der ältesten noch bestehenden Organe einer Akademie der Wissenschaften weltweit.

- Der Mercure du XIXe siècle, eine französische Literaturzeitschrift, wird von dem Dichter und Literaten Henri de Latouche in Paris herausgebracht. Das Blatt nimmt explizit Stellung gegen die Romantik und verwendet erstmals in Bezug auf die Literatur den Begriff Realismus. Das Blatt stellte bereits zwei Jahre später das Erscheinen ein.

- Victor Hugo und Émile Deschamps gründen die Literaturzeitschrift La Muse française.

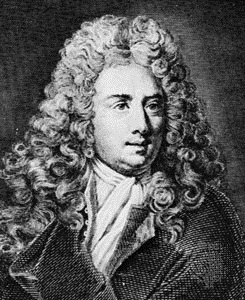
Antoine Galland

Mary Shelley

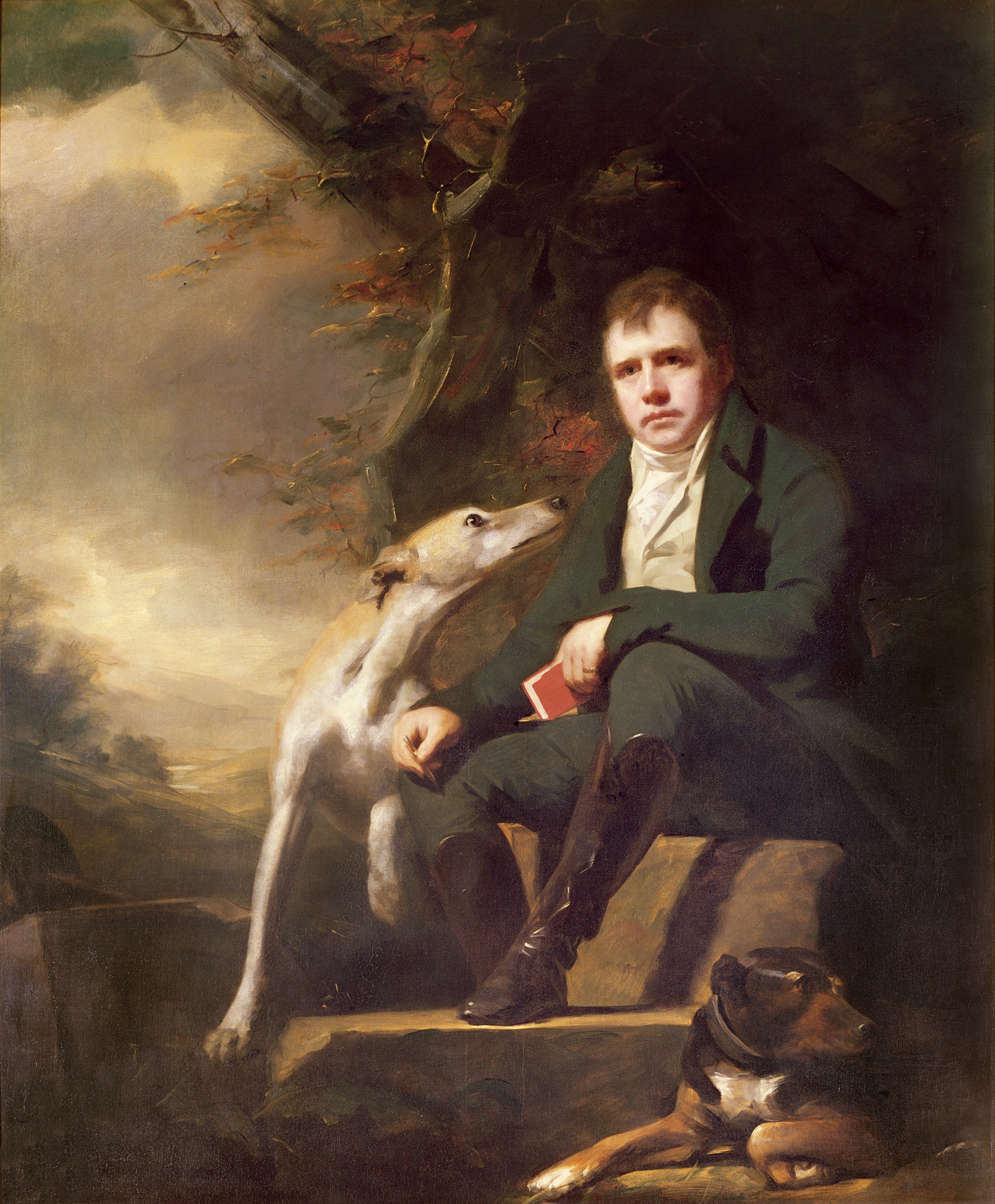
Sir Walter Scott

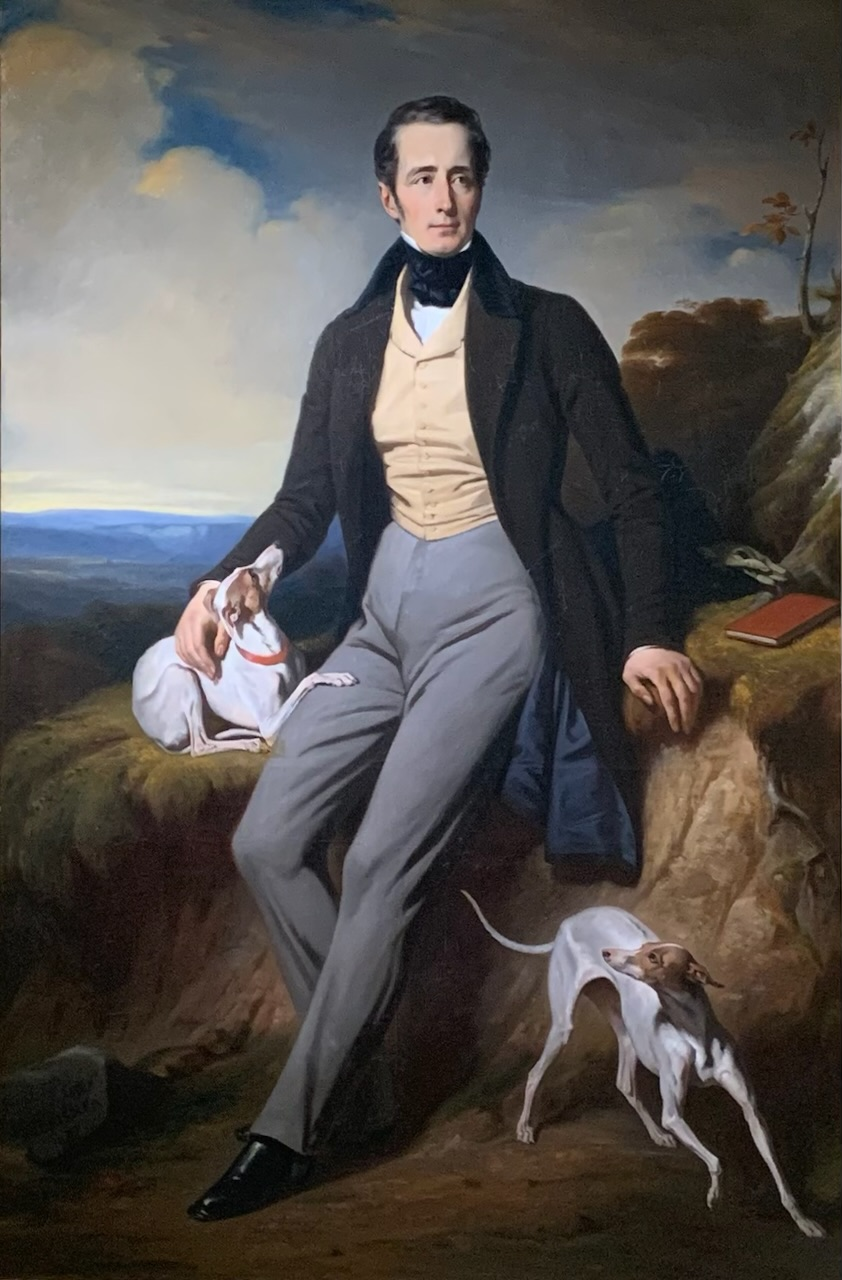
Alphonse de Lamartine

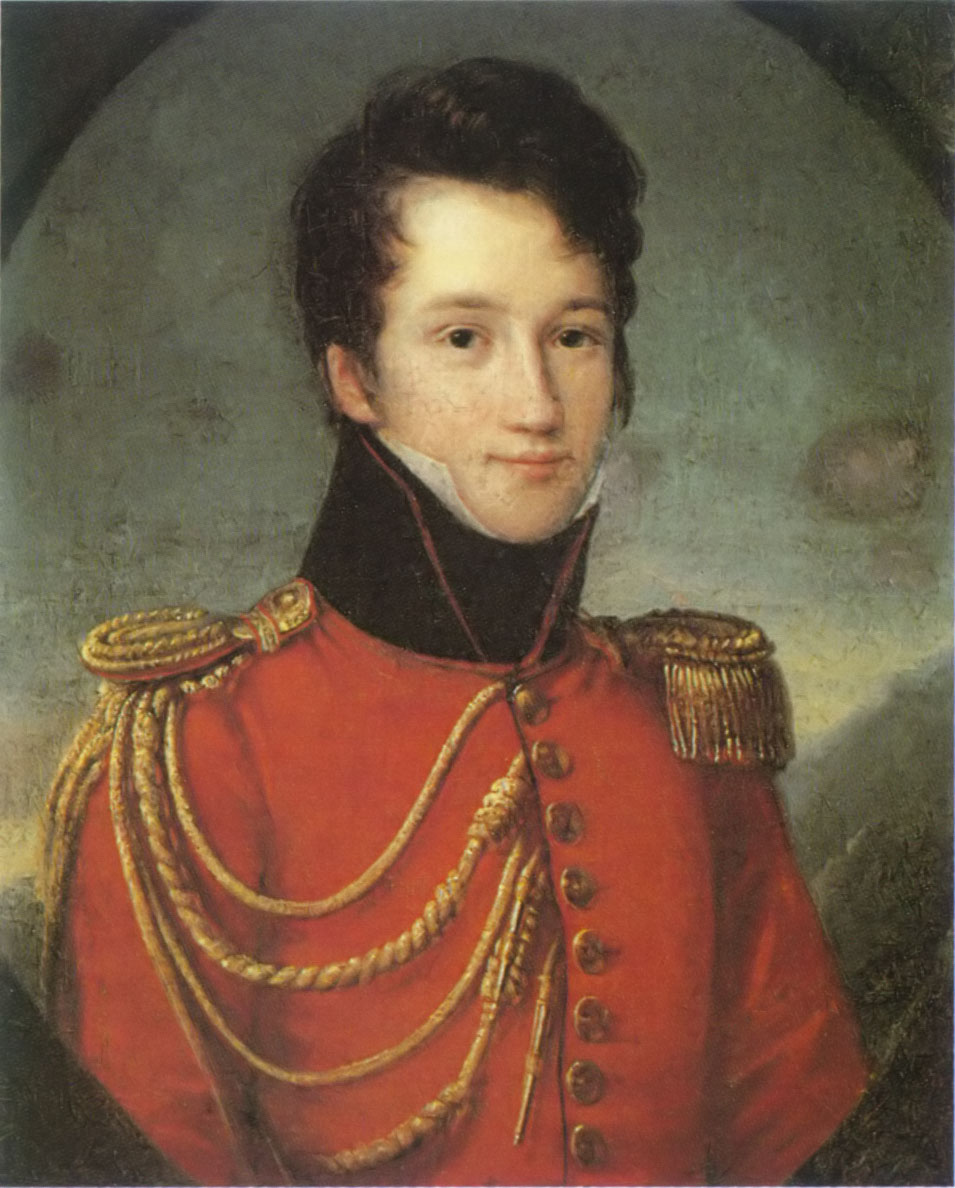
Alfred de Vigny

### Belletristik
- Honoré de Balzac veröffentlicht unter dem Pseudonym d'Horace de Saint-Aubin, bachelier es-lettres den Roman Le Centenaire ou les Deux Beringheld und unter dem Pseudonym Horace de Saint-Aubin den Roman Annette et le criminel

- James Fenimore Cooper: Die Ansiedler (Originaltitel: The Pioneers, or the Sources of the Susquehanna, 1823), erster Band des fünfteiligen Lederstrumpf-Romanzyklus, erscheint in deutscher Übersetzung; The Pilot: A Tale of the Sea

- Friedrich Karl Forberg: De figuris Veneris (Antonii Panormitae Hermaphroditus). Forberg gibt 1824 in Coburg eine Sammlung obszöner und satirischer Epigramme mit dem Titel „Hermaphroditus“ des italienischen Renaissanceautors Antonio Beccadelli heraus und fügte zum Verständnis seine Schrift „De Figuris Veneris“ an. Dieses in Latein verfasste Handbuch der klassischen Erotologie versammelt und klassifiziert antike, aber auch frühneuzeitliche Textstellen, die in ihrer Gesamtheit die Vielfalt sexuellen Verhaltens realistisch beschreiben.

- James Hoggs The Private Memoirs and Confessions of a Justified Sinner erscheint anonym

- James McHenry: The Wilderness, historischer Roman

- Alexander Puschkin: Die Zigeuner, Romanze.

- Walter Scott: Redgauntlet; Peveril of the Peak, Quentin Durward, Romane

- Mary Shelley: Valperga, or the Life and Adventures of Castruccio, Prince of Lucca, historischer Roman

- Friedrich Tieck: Novellen, Erster Theil, 1824

- Alfred de Vigny: Éloa, ou La sœur des anges

### Drama
- Franz Grillparzer: König Ottokars Glück und Ende ist fertiggestellt, wird aber von der Zensur verboten und kann erst am 19. Februar 1825 am Burgtheater aufgeführt werden.
- Alexander Sergejewitsch Gribojedow: Verstand schafft Leiden, Komödie
- William Tennant: Kardinal Beaton, historisches Drama in fünf Akten

### Lyrik
- Clemens Brentano: Frühlingsschrei eines Knechtes aus der Tiefe
- Joseph von Eichendorff: Sehnsucht
- Heinrich Heine: Die Lore-Ley
- Alphonse de Lamartine: Nouvelles Méditations, Gedichte
- Thomas Moore: The Love of Angels

### Sachliteratur
- Jean-François Champollion: Précis du système hiéroglyphique des anciens Égyptiens
- Robert Watts Bibliotheca Britannica Or General Index to British and Foreign Literature erscheint postum im Verlag Constable in Edinburgh. Die ersten beiden Bänden listen alphabetisch über 40.000 Autoren auf, die beiden weiteren Bänden enthalten einen Sachwortindex.
- 17. November: Mizzimadetha Ayedawbon eine Chronik des Königreichs Burma bis 1785 verfasst von Ne Myo Zeya Kyawhtin wird in Burma gedruckt. Die Chronik umfasst die Zeit von 1795 bis 1811.

### Übersetzungen
1824 und 1825 erscheint im Verlag J. Max & Comp in Breslau eine achtbändige Übersetzung von Tausend und eine Nacht – angeblich nach einem tunesischen Manuskript – nach der französischen Fassung von Galland ins Deutsche übertragen von Maximilian Habicht, Fr. H. von der Hagen und Karl Schall, mit Titelvignetten von Moritz von Schwind und einem arabischen Titelblatt. Diese Übersetzung erlebte im Laufe des 19. Jahrhunderts mehrere Neuauflagen.

## Geboren

### Geburtsdatum gesichert
- 8. Januar: Wilkie Collins, britischer Romanautor, († 1889)
- 28. Februar: Karl Maria Kertbeny, österreichischer Journalist und Menschenrechtler († 1882)

- 7. März: Otto von Heinemann, deutscher Bibliothekar und Historiker († 1904)
- 13. März: Rudolf Hildebrand, deutscher Germanist, Lehrer, Erzieher und Sprachwissenschaftler († 1894)
- 14. März: John Robson, kanadischer Politiker und Journalist († 1892)
- 15. März: Jules Chevalier, französischer Priester und Autor († 1907)
- 23. März: Jan Carel Juta, holländischer Verleger und Buchhändler, Schwager von Karl Marx († 1886)
- 29. März: Ludwig Büchner, deutscher Philosoph und Schriftsteller († 1899 )

- 29. April: Albert Emil Brachvogel, deutscher Schriftsteller († 1878)
- 29. April: Francisco Pi i Margall, spanischer Politiker und Schriftsteller († 1901)
- 24. Mai: August Sohlmann, schwedischer Publizist († 1874)

- 6. Juni: Heinrich Weidt, deutscher Komponist, Dirigent und Chorleiter († 1901)

- 6. Juli: Adolphe van Soust de Borckenfeldt, belgischer Dichter und Kunsthistoriker († 1877)
- 27. Juli: Alexandre Dumas der Jüngere, französischer Romanautor und Dramatiker († 1895)

- 4. September: Phoebe Cary, US-amerikanische Lyrikerin († 1871)
- 7. September: Claes Adolf Adelsköld, schwedischer Eisenbahnbaumeister, Architekt, Major, Reichstagsabgeordneter und Schriftsteller († 1907)
- 11. September: Jakob Bernays, deutscher Philologe und philosophischer Schriftsteller († 1881)

- 9. Dezember: Auguste Arens von Braunrasch, deutsche Schriftstellerin († 1901)
- 10. Dezember: George MacDonald, schottischer Schriftsteller, Dichter und Pfarrer († 1905)
- 12. Dezember: Heinrich Rudolf Genée, deutscher Schriftsteller († 1914)
- 26. Dezember: Paul Botten-Hansen, norwegischer Literaturkritiker und Bibliothekar († 1869)

### Genaues Geburtsdatum unbekannt
- Thomas Rhodes Armitage, britischer Mediziner († 1890)
- Pasquale Brignoli, italienischer Operntenor († 1884)
- Francesco Malipiero, italienischer Komponist († 1887)
- Aleksander Niewiarowski, polnischer Schriftsteller und Kolumnist († 1892)

## Gestorben
- 10. Januar: Thomas Edward Bowdich, britischer Abenteurer, Autor und Zoologe (* 1791)
- 29. Januar: Joachim Nettelbeck, Seefahrer und Schriftsteller (* 1738)

- 2. März: Susanna Rowson, US-amerikanische Schriftstellerin und Schauspielerin (* 1762)
- 15. März: Carl Poppo Fröbel, deutscher Pädagoge und Buchdrucker (* 1786)
- 30. März: Per Ulrik Kernell, schwedischer Schriftsteller der Romantik (* 1797)

- 19. April: George Gordon Byron, englischer Dichter (* 1788)
- 4. Mai: Joseph Joubert, französischer Moralist und Essayist (* 1754)

- 8. August: Friedrich August Wolf, deutscher Philologe und Altertumswissenschaftler (* 1759)
- 15. August: Carl Arnold Kortum, deutscher Arzt und Schriftsteller (* 1745)
- 16. August: Charles Thomson, US-amerikanischer Schriftsteller und Politiker (* 1729)
- 21. August: Gustav von Schlabrendorf, deutscher Schriftsteller (* 1750)
- 27. August: Johann Christian Woyzeck, Vorlage für die Hauptfigur in Georg Büchners Drama „Woyzeck“ (* 1780)

- 16. September: Georg Friedrich Rebmann, deutscher Publizist (* 1768)
- 7. Oktober: Friedrich Karl Rumpf, deutscher Literaturwissenschaftler, Rhetoriker, evangelischer Theologe und Altphilologe (* 1772)
- 24. Dezember: Johann Christoph von Aretin, deutscher Publizist, Historiker, Bibliothekar und Jurist (* 1772)